# Cástor Narvarte
Cástor Martín Narvarte Sanz (Irún, Guipúzcoa; 11 de noviembre de 1919-Santiago de Chile, 1 de diciembre de 2011) fue un escritor y filósofo español. 

## Biografía
Castor Narvarte nació en 1919 en Irún. Cuando el 1936 estalló la Guerra Civil contaba con apenas 17 años. Junto a su familia, de ideología republicana, abandonó su tierra y marchó para Francia. Al año siguiente, regresó a Cataluña y se incorporó al Batallón Vasco-Navarro de la República, incorporándose al partido Acción Nacionalista Vasca. En 1939, la familia Narvarte -sus padres y cuatro hermanos- marcharon al exilio, primero a París y poco después a Chile, tras una travesía en un barco británico llamado Orbit, para llegar a Santiago de Chile el 21 de mayo de 1939.
Estudió Filosofía en la Universidad de Chile. Casado con Elena Arregui, ciudadana chilena; hija de padres vascos.
En 1954 terminó su carrera y se incorporó al Departamento de Filosofía de la Universidad de Chile como ayudante. 
En la década de 1960, tras realizar un curso en la Universidad de Múnich, regresó a España y se doctoró por la Universidad Complutense de Madrid. 
En 1993, en un accidente automovilístico, murió su esposa.
Es padre de Cástor Narvarte Arregui.

## Obras
- Perfil biográfico del pueblo vasco (1991)
- La memoria de un pueblo (1999).